# Kahat

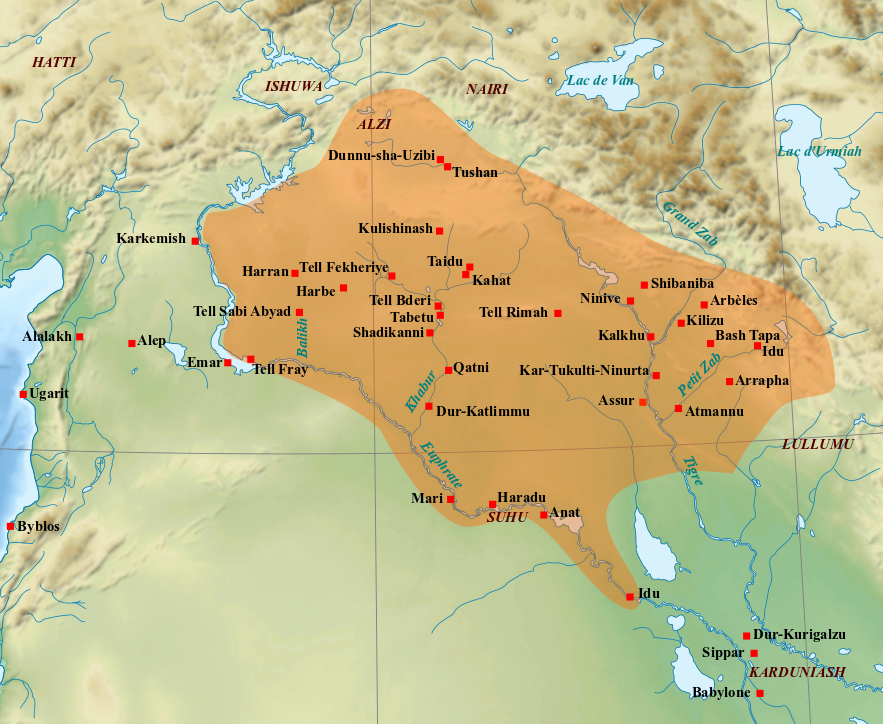
Zasięg terytorialny królestwa średnioasyryjskiego (koniec XIII - początek XI w. p.n.e.) w okresie jego największego rozwoju. Na mapie zaznaczono położenie miasta Kahat

Kahat – starożytne miasto w północnej Mezopotamii, identyfikowane z syryjskim stanowiskiem archeologicznym Tell Barri, leżącym ok. 12 kilometrów na północny wschód od Tell Brak.

## Dzieje
Miasto to po raz pierwszy wzmiankowane jest w tekstach z okresu starobabilońskiego (1 połowa II tys. p.n.e.). Zgodnie z listami z archiwów w Mari było ono wówczas stolicą niewielkiego królestwa. Królowie Kahat znani nam z imienia to Akin-Amar, Kapija i Attaja. Zimri-Lim, król Mari (1774-1762 p.n.e.), wkrótce po wstąpieniu na tron zdobył Kahat, a wydarzenie to było na tyle ważne, iż wspominane jest w dwóch „nazwach rocznych” tego władcy. W pewien czas po upadku Mari w 1761 r. p.n.e. Jamsi-Hadnu, król Kahat, podpisał traktat z Till-Abnu, królem kraju Apum (którego stolicą była Szehna). 
W okresie późniejszym Kahat należało do królestwa Mitanni. W traktacie sojuszniczym pomiędzy Suppiluliumą I, królem Hetytów, a Szattiwazą, królem Mitanni, świątynia Teszuba w tym mieście wymieniana jest jako miejsce, w którym kopia traktatu powinna być złożona. Po podboju Mitanni przez Hetytów w 2 połowie XIV w. p.n.e. ze wschodniej części ziem tego królestwa (na których leżało Kahat) Hetyci utworzyli państewko wasalne, występujące w tekstach pod nazwą królestwa Hanigalbat. Kontrolę nad tym królestwem wkrótce przejęli Asyryjczycy, a gdy Wasaszatta, król Hanigalbatu, zbuntował się przeciw nim, asyryjski król Adad-nirari I (1305-1274 r. p.n.e.) najechał Hanigalbat, zdobył szereg jego miast (w tym Kahat) i stłumił bunt. Za czasów panowania Salmanasara I (1273-1244 p.n.e.), syna Adad-nirari I, sytuacja w tym regionie była już na tyle opanowana, iż król ten mógł odbudować świątynię boga Adada w mieście Kahat.
Na początku IX w. p.n.e. prace budowlane w Kahat prowadził asyryjski król Tukulti-Ninurta II (890-884 p.n.e.), o czym świadczą dwie płyty kamienne z jego inskrypcjami odnalezione przypadkowo na zboczu wzgórza w Tell Barri. Inskrypcja na każdej z płyt kończy się zdaniem „płyta kamienna (należąca) do miasta Kahat” (KUN4 šá URU ka-ḫa-at), co dowodzi, że to właśnie Tell Barri identyfikować należy ze starożytnym Kahat. W 2 połowie IX w. p.n.e. jednym z asyryjskich gubernatorów Kahat był dostojnik dworski o imieniu Szar-patti-beli, który był eponimem (limmu) w 831 i 815 r. p.n.e. W inskrypcji na jego steli odnalezionej w Aszur nosi on tytuł „gubernatora Aszur, Nasibiny, Urakki, Kahat i Masaku”. Pod koniec panowania Salmanasara III (858-824 p.n.e.) Kahat wraz z wieloma innymi asyryjskimi miastami dołączyło do wielkiej rebelii zainicjowanej przez Aszur-da’’in-apla, syna króla, który podjął próbę przejęcia władzy w Asyrii. Rebelię tą udało się dopiero stłumić Szamszi-Adadowi V (823-811 p.n.e.), innemu synowi i następcy Salmanasara III. Miasto wspominane jest jeszcze od czasu do czasu w późniejszych asyryjskich tekstach, z których zdaje się wynikać, iż nie odgrywało ono już wówczas ważniejszej roli.